# Florence Fernet-Martel
Pour les articles homonymes, voir Fernet et Martel.
Florence Fernet-Martel, née le 25 juillet 1892 à Woonsocket, Rhode Island, et morte le 5 février 1986, est l'une des premières Québécoises à militer pour les droits de la femme. 

## Biographie
Avec son amie Thérèse Casgrain, elle s'est attaquée aux privilèges politiques dont jouissaient les hommes. C'est en partie grâce à elle que les Québécoises ont obtenu le droit de vote aux élections provinciales de 1944. 
Le fonds d'archives de Florence Fernet-Martel est conservé au Centre d'archives de Montréal de Bibliothèque et Archives nationales du Québec. 